# Charles Vanik
Charles Albert Vanik (Cleveland, 7 aprile 1913 – Jupiter, 30 agosto 2007) è stato un politico statunitense, membro della Camera dei Rappresentanti per lo stato dell'Ohio dal 1955 al 1981.

## Vita privata
Di origini ceche, Vanik nacque a Cleveland, in Ohio, completò gli studi universitari si laureò in giurisprudenza presso la Western Reserve University. Dopo aver prestato servizio nel consiglio comunale di Cleveland tra il 1938 ed il 1939 e nel Senato statale dell'Ohio tra il 1940 e il 1942, si arruolò nella marina statunitense. Dopo la guerra, Vanik lavorò come giudice della città tra il 1946 ed il 1954.
Vanik morì nel sonno, il 30 agosto 2007 presso la sua casa di Jupiter in Florida, all'età di 94 anni.

## Camera dei rappresentanti

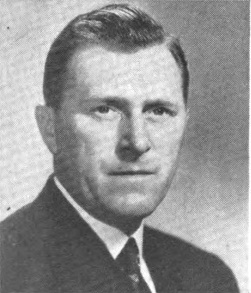
Charles Vanik nel 1955

Nel 1954 si candidò per il ventunesimo distretto congressuale dell'Ohio. La circoscrizione, che si comprendeva il lato orientale di Cleveland, era equamente diviso tra gli afroamericani, che erano perlopiù repubblicani e i bianchi, che erano soprattutto democratici. Nelle primarie democratiche, Vanik sconfisse il deputato in carica Robert Crosser e John Holly, fondatore della Negro Future Outlook League. Nelle elezioni generali, Vanik sconfisse il repubblicano Francis E. Young, membro della NAACP di Cleveland.
Vanik cambiò distretto nel 1968, concorrendo nel ventiduesimo per far posto a Louis Stokes che lo aveva sfidato nelle gare precedenti. In questa nuova circoscrizione, sconfisse la deputata Frances Bolton, in carica dal 1939. Vanik continuò a rappresentare tale distretto fino al 1981.
Nel 1974, Vanik sponsorizzò l'emendamento Jackson-Vanik con il senatore Henry "Scoop" Jackson, che negò le normali relazioni commerciali verso alcuni paesi con economie non di mercato. L'emendamento era destinato a permettere ai rifugiati, in particolare alle minoranze religiose, di evadere il blocco sovietico.
Nel 1982 Vanik si candidò alla carica di vicegovernatore dell'Ohio insieme all'allora procuratore generale dell'Ohio William J. Brown che si presentava come candidato governatore. La coppia tuttavia perse la nomination democratica a favore di Dick Celeste e Myrl Shoemaker.
Vanik era noto per indossare dei papillon neri su ogni abito.